# Cá trôi trắng Hora
Cá trôi trắng Hora (danh pháp hai phần: Cirrhinus macrops) là một loài cá thuộc chi cá trôi trong họ Cá chép. Loài cá này sinh sống ở trong lưu vực các sông Godavari và Madras ở Ấn Độ.